# John Braham
Pour les articles homonymes, voir Braham.
John Braham, né à Londres en  1774 et mort dans la même ville le 17 février 1856, est un chanteur  d’opéra britannique.
Dans ses jeunes années, Braham chante à la Grande synagogue de Duke's Place à Londres et il est repéré par le banquier philanthrope Abraham Goldsmid, qui finance ses études musicales auprès de Meyer Leon, le cantor de la synagogue. Il travaille ensuite avec Venanzio Rauzzini à Bath pendant trois ans.
Il débute à Drury Lane en 1796 et tourne rapidement dans toute l'Europe, notamment en Italie du Nord.
Il noue une relation de trente ans avec Nancy Storace, à la ville (ils ont ensemble un fils) et sur scène. Ils se séparent en 1816 et Braham épouse Elisabeth Bolton.
C’est un ténor qui maîtrise si parfaitement le falsetto que l’on ne perçoit pas le point de passage. Sa tendance à ornementer à l'excès est parfois critiquée. Sa technique est appréciée de Mozart et de Weber qui compose pour lui, le rôle de Huon dans Obéron créé à Londres en 1826. Braham participe aussi aux premières londoniennes de La Clemenza di Tito et de Cosi fan tutte.
Il compose également quelques ballades et chansons dont la plus célèbre est The Death of Nelson.
A la fin de sa carrière, il chante plusieurs rôles comme baryton, dont Guillaume Tell de Rossini. Il réalise une tournée aux Etats-Unis en 1840 et 1842 et chanta sur scène jusqu'à la fin de sa vie.

## Source
Dieux et Divas de l’Opéra de Roger Blanchard et Roland de Candé, Plon,  1986